# Запорожжя

Герб Війська Запорозького Низового (запорозьких козаків)

Україна у 1740—1750 роках. Синім позначена Гетьманщина, зеленим — територія Слобідських полків, помаранчевим — Військо Запорозьке Низове

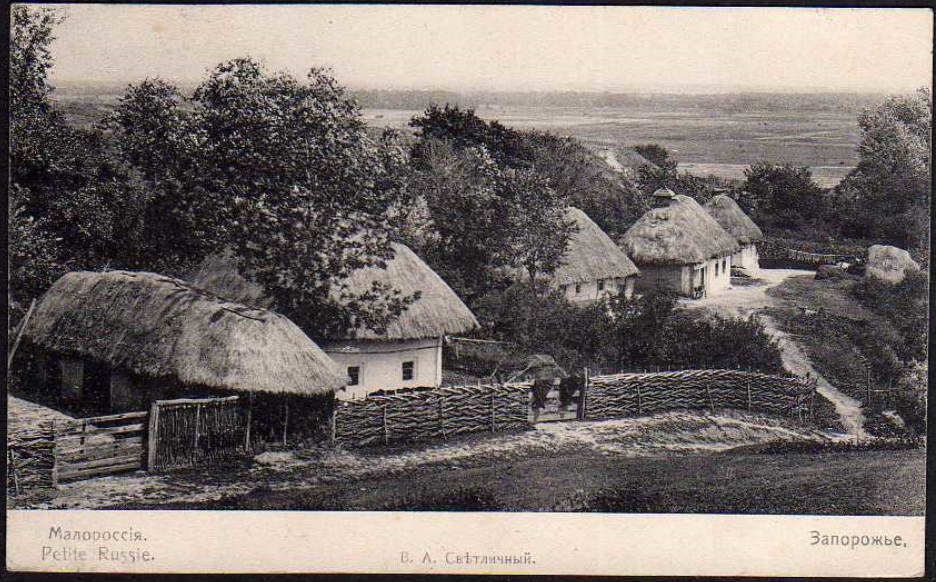

48°23′ пн. ш. 34°43′ сх. д. / 48.39° пн. ш. 34.71° сх. д.
Запорожжя — історичний український регіон, етнокультурний регіон України. Первісно назва стосувалась придніпровських земель у Дикому Полі нижче Дніпрових порогів — тобто нижче о.Хортиця, які стали центром формування українського козацтва. Надалі назва поширилася на землі, підконтрольні запорозьким козакам — на територію сучасних Дніпропетровської, Донецької, Кіровоградської, а також частково Запорізької, Луганської, Миколаївської та Херсонської областей України.

## Етимологія
Назва «Запорожжя» походить від порогів в нижній течії Дніпра. Землі, які знаходились південніше дніпровського острова Хортиця, «за порогами», отримали назву «запорозьких», а край — «Запорожжя». Етимологія назви регіону вказує на північноукраїнське походження.

## Історія

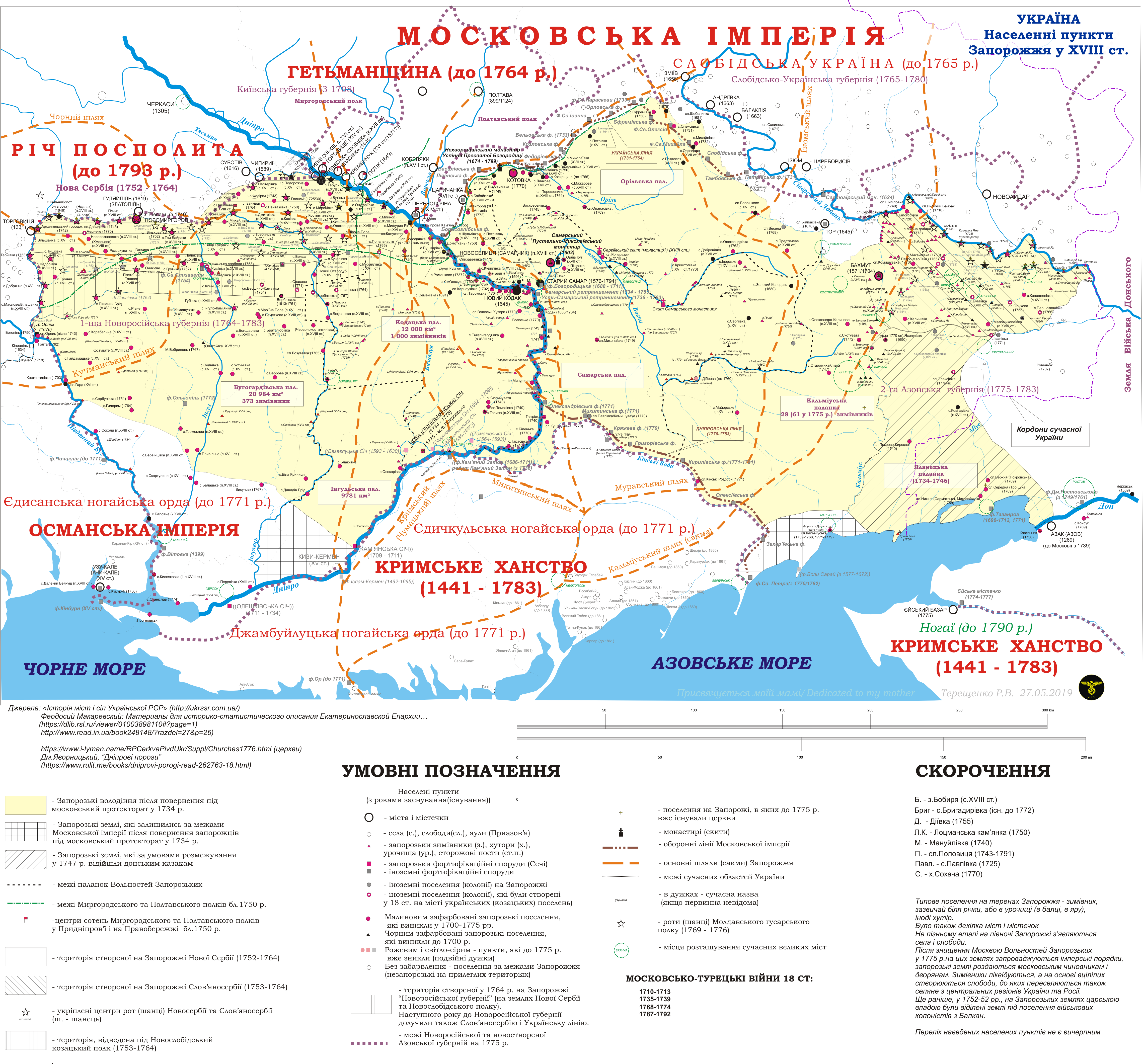
Поселення на Запорожжі у 18 ст.

На території Запорожжя, особливо у районі самих порогів, у ХІХ — ХХ ст. виявлено багато археологічних пам'яток ще від часів палеоліту. Оскільки край знаходиться у степовій зоні, тисячі років тут кочували давні скотарськи племена — кімерійці, скіфи, сармати. У ІІІ ст. тут пройшов східний кордон Готської держави, а біля сучасного с. Башмачка постав кам'яний готський замок-фортеця — ймовірно, столиця готів, легендарний Археймар (Данпарстад). Але через сто років край знов опинився під владою кочовиків, біля сучасного м. Запоріжжя виявлено багате поховання — вважається що тут у битві загинув засновник Болгарського царства, хан Аспарух. Тут же у 972 р. в битві з печенігами склав голову і київський князь Святослав Хоробрий. У ранньому середньовіччі Дніпром проходив відомий торговельний шлях «з варяг у греки», а після татарської навали нижче порогів постало татарське місто — вважається що це може бути Шахр-ал-Джедід.
Сотні років ці землі по берегам річкових протоків з осередками лісу серед степу приваблювали також мисливців і рибалок зі слов'янських територій, і слов'янский вплив зростав з ростом могутності Великого князівства Литовського, яке поступово у XIV ст. відтиснило татар на схід.
Початково регіон Запорожжя охоплював собою невелику територію «за порогами» вздовж річки Дніпра, на межі кордонів Великого князівства Литовського та Кримського ханства. Цей регіон розташовувався у так званому Дикому Полі, буферній зоні між двома вищезгаданими державами.
Після заснування українськими козаками у 16 столітті в Запорожжі козацької військової прото-державної організації Запорозька Січ, межі регіону розширилися і стали ототожнюватися з територією, що була підконтрольна цій організації. З 2-ї половини 17 — 18 століття Запорожжям називали володіння Війська Запорозького Низвого з центром у Січі, що простиралися від Південного Бугу на заході до Сіверського Дінця на сході.
Офіційного визнання з боку польської влади землі Запорожжя, як володіння козаків, набули через Універсал Стефана Баторія 1576 р.:
Його королівська милість, за вказані пункти, а саме за вірну і хоробру лицарську службу, якою запорозькі козаки знищили сильні варварські війська, поклали кінець їхній спразі на християнську кров, зупинили їхні безчесні грабіжницькі напади на Польську корону та Україну і закрили їм входи на Україну і Польщу, а також всі їхні незліченні наглі напади на християнські країни хоробрими грудьми відбили, в нагороду за цю службу, запорозькому козацтву до зимівників виділяється місце для їх покалічених ворогом товаришів там де вони бажають: запорозьким козакам на нижньому Дніпрі — місто Трахтемирів разом з монастирем та перевозом, крім того їх старе місто Чигирин і також землі вниз по Дніпру від Трахтемирова до Чигирина і далі до степів, які вже їм належать, всі ці землі разом з містечками, селами та хуторами, які там знаходяться, разом з місцями для ловлення риби на берегах Дністра і ін. промислами, а також старе запорозьке місто Самар разом з перевозом та землями на нижньому Дніпрі а саме: від невеликої річки Орел (суч. Оріль) і вниз по Дніпру до Кримських степів і до Пасовиськ ногайців і далі через Дніпро, від лиману Дніпра і Богу до Очакова, які їм вже давно належали крім Очакова, і також далі вгору по річці Буг до річки Синюхи і від самарської Землі через степи до річки Дон, де ще запорожці під гетьманом Прецлавом Лянцкоронським свої зимівники мали — надаю в довічне користування.
Після знищення козацької організації і Січі в 1775 році запорозькі землі було розділено між новоствореними Новоросійською і Азовською губерніями, саму назву «Запорожжя» було штучно виведено з користування, а території, які Російська імперія захопила наприкінці XVII—XVIII ст. (Запорожжя, європейські володіння Кримського ханства, турецький Єдісан), росіяни стали іменувати новоствореним терміном «Новоросія», хоча Новоросійську губернію було первісно утворено 1764 р. на землях запорожців (сучасна північна частина Кіровоградської області) — у самому центрі сучасної України.

## Коротка хронологія
1492 — напад на турецький корабель біля Тягиня — перша письмова згадка про козаків.
1556 — магнат Дмитро Вишневецький збудував на о. Мала Хортиця замок-фортецю, який вважається першою Запорозькою Січчю (Хортицька Січ, існувала 1556—1557).
1564—1593 — існування Томаківської Січі
1569 — Люблінська унія: об'єднання Великого князівства Литовського та королівства Польського в єдину державу — Річ Посполиту. При цьому українські землі (Підляське, Брацлавське, Київське з Запорожжям, Волинське воєводства) перейшли до польської частини держави, а за Литвою залишились білоруські. Українська шляхта отримувала ті ж права, що і польська.
1572 — Виникнення реєстрового козацтва — король Сигізмунд II Август санкціонував створення загону у кількості 300 козаків на чолі з шляхтичем Бадовським. Незабаром загін було розформовано.
1576 — Виникнення козацького реєстру: король Стефан Баторій встановив платню 600-м козакам і дозволив розташувати їм в м. Трахтемирові свій арсенал і шпиталь. Також було підтверджено права козаків на м.Самар, м.Чигирин і землі по Дніпру нижче Орілі. Керували козаками офіцери-дворяни.
1589 — Реєстр козаків визначено у 3 000 осіб.
1593—1630 — Базавлуцька Січ
1617 — жовтень: Ольшанська угода між польським урядом і козацькою старшиною; реєстр скорочено до 1 000 козаків.
1621 — Польський Сейм ухвалив збільшення козацького реєстру до 20 000 осіб, на утримання затверджено 100 000 злотих на рік, але це рішення не було втілено в життя.
1625 — Новообраний гетьман Михайло Дорошенко укладає з поляками Куруківську угоду: реєстр збільшується до 6 000 козаків. Козацтво поділено на 6 полків: Київський, Канівський, Корсуньський, Білоцерківський, Переяславський і Черкаський. Полки складались із сотень.
1628—1652 — Микитинська Січ
1630 — Запорожці викрали, судили і стратили гетьмана Грицька Чорного (1629—1630) і обрали гетьманом Тараса Федоровича (Трясила). Польський гетьман Конецпольський зазнав поразки від повстанців і в серпні 1630 уклав з ними мир, згідно з яким реєстр збільшувався до 8 000 козаків.
1635 — Польська влада спорудила біля 1-го Дніпрового порога фортецю Кодак з гарнізоном з найманців. Козацький загін Івана Суліми захоплює Кодак. Реєстровці відбили Кодак, полонили і видали Суліму з іншими ватажками польській владі на страту.
1648 — Сотник Чигиринського полку Богдан Хмельницький втікає на Запорожжя, де у Січі підіймає козаків на антипольське повстання. 21 січня польський гарнізон вигнано, Хмельницького козаки обирають гетьманом. Кримський хан направляє на допомогу козакам 4-тисячний кінний загін на чолі з Тугай-беєм. Початок козацького походу на захід і Визвольної війни
1649 — Зборівський договір — польський король визнавав самоврядність Війська Запорозького, Гетьманщини, у межах Київського, Чернігівського і Брацлавського воєводств. На землях Війська Запорозького влада належала гетьману, резиденція якого розміщувалась в Чигирині. Чисельність козаків Війська Запорозького обмежувалась реєстром у 40 000 осіб
1651 — в результаті польського наступу і поразки козаків під Берестечком укладено Білоцерківський мир. Реєстр обмежено до 20 000 козаків, влада гетьмана обмежувалась Київським воєводством і йому заборонено було вступати у зносини з іноземними державами. Сейм договір не затвердив.
До гетьмана прибув посол Османської імперії, який висловив погодження султана взяти Україну під свій протекторат.
1652—1709 — Чортомлицька Січ
1653 — 1 жовтня останній Земський собор у Москві, зібраний царем Олексієм Михайловичем, приймає рішення прийняти Гетьманщину під протекцію Московського царства зі збереженням прав і вольностей козаків.
1654 — 8 січня — Переяславська «чорна» рада: частина козаків і міщан на чолі з Богданом Хмельницьким присягає московському цареві в особі посла В.Бутурліна. Відмовились підтримати Переяславську угоду й присягати московському царю низка представників козацької старшини, Брацлавський, Кропивнянський, Полтавський, Уманський козацькі полки, деякі міста, а також українське духовенство на чолі з митрополитом С.Косівим. Не присягала Запорізька Січ.
14/24 березня — Березневі статті 1654 (Московсько-український договір): козацький реєстр мав становити 60 000 осіб, гетьману заборонялося зноситися з королем Речі Посполитою і Османським султаном; Московський уряд для захисту України зобов'язувався вступити у війну з Польщею навесні 1654 року; передбачалося утримання московських військ на кордонах України з Річчю Посполитою;
27 березня — Цар Олексій Михайлович видав Жалувану грамоту гетьману Богдану Хмельницькому і всьому війську запорізькому про збереження їхніх прав і вольностей.
Травень: Початок Московсько-польської війни 1654—1667 рр.
1657, Грудень — Виступ запорожців під проводом Якова Барабаша і Полтавського полку на чолі з Мартином Пушкарем проти гетьмана Івана Виговського
1658, 16 вересня — укладення україно-польського Гадяцького договору: Україна у складі Київського, Брацлавського і Чернігівського воєводств під назвою Велике Князівство Руське входила на рівних правах з Польщею і Литвою до складу федерації; реєстр мав залишитися на рівні 60 000 козаків; припинялось переслідування православ'я (всього в договорі було 22 статті). Сейм ратифікував договір у травні 1659 р. в урізаному вигляді.
1660 — Переяславська козацька рада: обрання Якима Сомка переяславським полковником і наказним гетьманом Лівобережжя. Розкол України на Лівобережну промосковську і Правобережну антимосковську, в якій Гетьманом залишався Ю. Хмельницький.
1666 — Осінь — до гетьманської резиденції Чигирина прибуває османський посол з пропозицією протектората. Старшинська рада загалом погоджується.
Початок Польсько-козацько-кримської війни (1666—1671)
1667 — 30 січня — підписання між Річчю Посполитою і московським царством Андрусівського перемир'я на 13,5 років, яким закінчились війни за Україну 1654—1666 рр. Всупереч рішенням Переяславської ради, Московія погодилась залишити Речі Посполитій українські землі на захід від Дніпра. Землі Запорожжя до 1686 р. опинились під подвійним протекторатом держав.
Антимосковські бунти на Лівобережжі.
1668 — проголошення Петра Дорошенка Гетьманом всієї України.
Запорожці обирають гетьманом Петра Суховія (1668—1669), який також здобув підтримку кримського хана.
1669 — Гетьман П.Дорошенко укладає договір про протекторат з Туреччиною і отримує від султана титул санджакбея.
1681 — (13) січня — Бахчисарайський мир: Османська імперія визнавала владу московського царя на Лівобережжі, Києві і окрузі і на Запорожжі, султана було визнано володарем Поділля і південної Київщини, але спустошені війною землі між Південним Бугом і Дніпром мали залишатися незаселеними. Турки позбавляють влади Ю.Хмельницького.
1684 — польський король Ян III Собеський визнає козацтво на Правобережній Україні
1686 — 6 травня — в Москві на основі Андрусівського перемир'я 1667 р. укладено московсько-польський договір — «Вічний мир»: Річ Посполита визнавала за Московським царством Лівобережну Україну, Київ, Запорожжя, Чернігово-Сіверську землю з Черніговом і Стародубом та Смоленськ.
1687 — невдалий перший Кримський похід російсько-козацького війська на чолі з В.Голіциним (100 000) та І. Самойловичем (50 000 козаків). Обрання Гетьманом генерального осавула Івана Мазепи (1687—1709). Коломацькі статті.
1688 — спорудження на запорозьких землях першої московської колонії — Богородицької фортеці з посадом на місці козацького містечка Самар.
1709 — 14 (25) травня — московські війська за підтримку І.Мазепи взяли і зруйнували Запорозьку Січ (Чортомлицьку). Козаки рятуються у пониззі Дніпра — на землях Кримського ханства і споруджують тут Кам'янську Січ біля Кизикермена (1709—1711).
1711 — 2 липня: Прутська мирна угода: Московське царство повертало Османській імперії Азов, знищувала фортеці Таганрог, Кам'яний затон на Дніпрі та Новобогородицьку на Самарі, визнавала сюзеренітет османів над землями Запорожжя, а також виводила свої війська з території Речі Посполитої (в тому числі з Правобережної України). Фактичне припинення війни 1710—1713 рр.
1711—1728 (1734?) — Олешківська Січ у гирлі Дніпра
1722 — 29 квітня Лівобережна Україна із відомства Колегії закордонних справ була переведена під управління Сенату Російської імперії, що мало на меті подальше обмеження самоврядування в Україні. Заборона привозити в Україну західноєвропейські вироби.
З 16 травня — Україна позбавлена права на самоврядування і вільне обрання гетьмана. Перша Малоросійська колегія (1722—1727). Штат складався з 6 московських офіцерів та прокурора. Колегія стягувала побори до імперської казни, розквартировувала в Україні російські війська, контролювала діяльність Генеральної військової канцелярії тощо.
1731—1733 — Спорудження на північному кордоні Запорожжя Української оборонної лінії; загалом будівництво, на якому загинули тисячі місцевих селян і козаків, тривало і в 1740-ві. Існувала до 1764 р.
1734 — Запорожцям повернено статус підданих Російської імперії. Заснування Нової (Підпільнянської) Січі (1734—1775). Скасування гетьманства і створення «Правління гетьманського уряду»: 3 російських чиновника і 3 представника старшини під головуванням князя Шаховського (незабаром — Баратинського).
1735 — Початок російсько-турецької війни 1735—1739 рр. Вторгнення російської армії (20 000) на чолі з Леонтьєвим у напрямку Криму, напади на ногайців і повернення в Україну. Втрати українців під час війни становили 35 000 осіб (при населенні Гетьманщини 1,2 млн осіб), витрати на утримання 50-75 російських полків — 1,5 млн карбованців (10 річних бюджетів).
1750 — Тимчасове поновлення гетьманства. Гетьман Лівобережжя і Запорожжя — 22-річний Кирило Розумовський (1750—1764), брат фаворита імператриці Олексія; російські чиновники залишають Україну, спостереження за якою передається з ведення Сенату у відання Колегії іноземних справ.
1751 — Травень — імператорський уряд виділив частину запорозьких земель між Синюхою і Дніпром сербам на чолі з полковником Й.Хорватом. Нова Сербія (1752—1764)
1752 — Утворення Слов'яносербії на Сіверському Донці і Бахмуті (1752—1764)
1754 — Утворення Новослобідського полку на південь від Нової Сербії. Існував у 1754—1759 і у 1761—1764 рр.
1754—1757 — Будівництво фортеці Святої Єлизавети. Заснування Олександрії.
1757 — Зміни в рекрутському наборі: обмежений раніше десятьма російськими губерніями, він поширений відтепер на Україну і на балтійські провінції.
1764 — 22 березня — утворення Новоросійської губернії (початково — на землях Нової Сербії і Слов'яносербії)
10 (17?) листопада — остаточна ліквідація гетьманства; утворення 2-ї Малоросійської колегії (1764—1786 рр.) Кріпосне право поширюється на Україну.
1768—1774 — Російсько — турецька війна.
1770—1771 — Спорудження Дніпровської укріпленої лінії (від Олександрівська вздовж Кримського кордону до Петрівської фортеці). Заснування Олександрівська (нині м. Запоріжжя).
1774 — 10 липня — завершення російсько-турецької війни 1768—1774 рр.: Кючук-Кайнарджійський мирний договір — Російська імперія отримала Кабарду, Азов, Керч і Єнікале, Кінбурн і землі між Дніпром і Південним Бугом, а також низку переваг.
1775 — 4 червня — 100-тисячна російська армія на чолі з генерал-поручиком Петром Текелі при поверненні з Балкан захопила і знищила Запорізьку Січ (Більшість козаків ще не повернулись з війни). Кошового отамана Петра Калнишевського (1765—1775) з частиною старшини заслано на Соловки, де останній кошовий і помер 1803 р.
Частина запорожців осіла в дельті Дунаю під захистом Османської імперії, де була створена Задунайська Січ
18 листопада — Губернська реформа. Перебудова органів влади, управління і суду. Розподіл Московської імперії на 51 губернію.
1776 — Затверджено план побудови в Азовській губернії у пониззі р. Самари Катеринослава-І.
1778 Літо — примусове переселення кримських християн у Північне Приазов'я, яке відбулося за ініціативи П.Румянцева-Задунайського і Катерини II і за участю О. Суворова. Зокрема, з Криму були виселені 18 395 греків і 12 598 вірмен.
18 червня — заснування Херсону
1779 — Заснування греками Маріуполя (на місці козацького поселення Домаха).
1780 — Заснування Павлограду
1783 — 8 квітня — Ліквідація Кримського ханства і долучення його земель у Криму, Приазов'ї і на Кубані до Російської імперії.
В рамках реформи адміністративно-територіального поділу в Московській імперії — ліквідація полкового устрою в Україні. В Україні засновано 5 намісництв: Новгород-Сіверське, Чернігівське, Київське, Харківське, Катеринославське.
1785 — «Жалувана грамота дворянству» Катерини II: зрівняння української козацької старшини у правах з російським дворянством
1785—1817 — Бузьке козацьке військо
1787 — Лютий-липень — Подорож Катерини II разом з австрійським імператором до Криму. 9 травня — закладка імператрицею Преображенського собору і міста Катеринослав-II (на новому місці — на Дніпрі).
13 серпня — початок російсько-турецької війни 1787—1791 років. Намагання османів оволодіти Кінбурном, відбиті загоном О. В. Суворова.
1789 — Заснування Миколаєва.
1791 — 29 грудня — Ясський мир: Османська імперія остаточно відмовилась від претензій на Крим і Кубань, а також поступилася Російські імперії Очаковим і землями між Південним Бугом і Дністром.
1796 — Спорудження першої кам'яновугільної копальні у Донбасі (Лисичанськ)
1800 — Задуто першу в Україні велику доменну піч на Луганському чавуноливарному заводі.

## Субрегіони
У 18 столітті Запорожжя поділялося на субрегіони, центрами яких виступали адміністративні центри паланок запорозьких козаків.
- Правобережжя
  - Гард — Бугогардівська паланка (Херсонська область, Миколаївська область, Одеська область)
  - Інгулеччина — Інгульська паланка (пізніше Криворізька)
  - Кодак — Кодацька паланка (Дніпропетровська область)
  - Перевізка — Перевізька паланка (Херсонська область)
- Лівобережжя
  - Домаха — Кальміуська паланка (Донецька, Запорізька, Луганська область)
  - Козирщина — Орільська паланка (Запорізька область)
  - Прогноївськ — Прогноївська паланка (Миколаївська область)
  - Личків — Протовчанська паланка (Дніпропетровська область)
  - Самар — Самарська паланка (Дніпропетровська область)

Географічно у Великому Запорожжі знаходяться сучасні географічні області: Надпоріжжя, Посамар'я (Присамар'я), Поорілля (Приорілля), власне Запорожжя (униз Дніпром від порогів, де розташовувалися усі запорозькі Січі), Поінгулля (Приінгулля), Побожжя (Побужжя), Донеччина, Луганщина, Бахмутщина.